# Scatrichus goiasensis
Scatrichus goiasensis là một loài bọ cánh cứng trong họ Bọ hung (Scarabaeidae).